# Сокол (хоккейный клуб, Красноярск)
«Сокол» — команда по хоккею с шайбой из города Красноярска. С сезона 2011/2012 играет в ВХЛ.

## История

### Начало
Хоккейный клуб «Сокол» был сформирован в 1973 году при Красноярском металлургическом заводе, где команду организовал директор предприятия — Александр Кузнецов. Первым главным тренером в истории красноярской команды стал Валерий Сизихин. «Сокол» свой первый сезон 1973/1974 играл в первенстве РСФСР в Сибирской зоне. В первом круге занял 1-е место выиграв пять встреч из пяти, а в финальном турнире выиграв четыре встречи из пяти вновь занял 1-е место и перешёл во вторую лигу первенства СССР.

### Вторая лига СССР
Свой второй сезон 1974/1975 «пернатые» играли уже в третьей зоне класса «Б» и заняли 4-е место не попав в финальный турнир. По итогам следующего сезона 1975/1976 с новым тренером М. Овчинниковым в этой же зоне красноярцы заняли 4-е место вновь не попав в финальный турнир.
Тренировать команду с сезона 1976/1977 стал Владимир Колчин, и при нём свой новый сезон «Сокол» играл в первенстве СССР в четвёртой зоне класса «Б», заняв в своей зоне 2-е место, а в финальном турнире «пернатые» обошли всех и заняли первое место.
По итогам прошлого сезона с нового сезона 1977/1978 клуб во второй лиге перешёл в класс «А», а тренировать команду начал новый наставник — Геннадий Кокорин. Также у клуба появился свой логотип с надписью «Сокол». Команда играла домашние игры в только что построенном ледовом дворце «Сокол». По итогам первого сезона в классе А «пернатые» заняли последнее 15-е место в турнирной таблице восточной зоны набрав всего 16 очков.
По итогам следующего 1978/1979 «пернатые» заняли 6-е место в турнирной таблице Восточной зоны, что стало улучшением по сравнению с предыдущим годом у «пернатых».
В 1979/1980 «крылатые» стали бронзовыми призёрами, а в сезоне 1980/1981 «Сокол» стал серебряным призёром второй лиги чемпионата СССР зоны «Восток». В этот год красноярцы участвовали в турнире за выход в первую лигу, и лишь одного очка не хватило для осуществления этой задачи. Лучшими игроками красноярцев в том сезоне были Владимир Лазарев, Михаил Куликов, Сергей Фролов, Александр Елистратов (успевший до этого поиграть за воскресенский «Химик» и свердловский «Автомобилист»), в воротах творил чудеса Михаил Бизюк.
По итогам сезонов 1981/1982 и 1982/1983 «пернатые» заняли 1-е место в турнирной таблице, а в 1983/1984 — 1-е. В 1984/1985 произошло ухудшение результатов — «Сокол» оказался 1-м.
На сезон 1985/1986 тренировать команду принялся бывший игрок «крылатых» — Сергей Грушицын, и по итогам сезона «пернатые» заняли 6-е место в турнирной таблице.
Успешным стал и сезон 1986/1987, когда тренировать клуб взялся новый тренер — Сергей Шабанов. «Сокол» этот сезон играли в первенстве СССР во второй лиге в шестой зоне. По итогам сезона «пернатые» заняли 2-е место в шестой зоне. А во втором круге, где играли лидеры пятой и шестой зоны, заняли 3-е место и завоевали бронзу.
В 1987/1988 «крылатые» выступали во второй лиге в четвёртой зоне. По итогам сезона «пернатые» заняли 3-е место в четвёртой зоне. А во втором этапе за 7—16-е места заняли последнее 16-е место.
В 1988/1989 в команду на пост главного тренера вернулся Сергей Грушицын. По итогам сезона «пернатые» заняли 2-е место в четвёртой зоне второй лиги, а в переходном турнире 8-е место в таблице Восточной зоны. По итогам сезона 1989/90 «пернатые» заняли 6-е место, а в 1990/1991 — 7-е. Последнее первенство СССР/СНГ 1991/1992 красноярские хоккеисты провели ударно и закончили на втором месте в своей восточной зоне, завоевав серебряные медали первенства Восточной зоны. В тот сезон Сергея Карепова забил соперникам «крылатых» 33 шайбы в 52 матчах.

### Открытое первенство России
После распада СССР «Сокол» сезон 1992/1993 уже играли в первенстве России в первой лиге в зоне «Сибирь — Дальний Восток». На первом этапе «пернатые» в своей зоне заняли 7-е место, а во втором — 5-е место в своей зоне не попав в плей-офф. В сезоне 1993/1994 на первом этапе «пернатые» заняли в своей зоне «Сибирь — Дальний Восток» лишь 6-е место, не пройдя во второй этап. Сезон 1994/95 красноярской команде пришлось пропустить по финансовым причинам.

### «Энергия»
Перед началом сезона 1995/96 клуб был переименован в «Энергию». Под руководством тренера Сергея Грушицына и под новым названием команда провела всего два сезона в чемпионатах России (Открытое первенство России). Но так как «Энергия» была откровенным аутсайдером зоны «Сибирь — Дальний Восток», то красноярцы дважды занимали последнее место в своей зоне. По окончании сезона 1996—97 команда была расформирована, так как ни финансовых средств, ни спонсоров, ни зрительского интереса у команды в середине 1990-х гг. практически не было, и почти на шесть лет в городе на Енисее о большом хоккее с шайбой болельщики забыли.
В те же годы также прекратили своё существование хоккейные коллективы края в Ачинске («Металлург»), Подгорном («Факел») и в Норильске («Заполярник»).

### Возрождение в первой лиге
Новой датой рождения красноярского хоккея можно считать 2003 год, когда красноярские хоккеисты 1985 года рождения заняли четвёртое место на Сибириаде, причём в играх со старшими соперниками. Это послужило своеобразным толчком к возрождению команды мастеров краевого центра. Команда начала выступления в традиционном для себя ледовом дворце «Сокол», цвета команды были выбраны — синий, красный и белый. «Сокол» начал выступления в первой лиге с сезона 2003/2004.

#### Сезон 2003/2004
Главным тренером был назначен бывший тренер ачинского «Металлурга» Сергей Быхун. Капитаном красноярцев стал представитель иркутской школы хоккея Александр Ведерников. Команда играла в зоне «Сибирь — Дальний Восток», в предварительной группе заняла 6-е место, а во втором раунде за 1-6 места заняла итоговое 4 место. Что было несомненным успехом, учитывая то, что команда играла экспериментальным составом. Лучшим снайпером команды стал Павел Ельчанинов забивший 25 голов в 47 матчах.

#### Сезон 2004/2005
«Сокол» вновь играл в зоне «Сибирь — Дальний Восток» первой лиги, и по итогам занял 8-е место в своей зоне, что было не самым удачным для команды сезоном.

#### Сезон 2005/2006
Команда в своей зоне «Сибирь — Дальний Восток» заняла 4-е место. До бронзы не хватило всего 5 очков. Лучшим бомбардиром у «крылатых» стал Юрий Лавренюк (57 очков). Он же стал и лучшим снайпером (28 шайб). Лучшим ассистентом стал капитан команды Александр Ведерников (34 передачи).

#### Сезон 2006/2007
По итогам нового сезона в зоне «Сибирь — Дальний Восток» «крылатые» заняли 5 место. После трёх сезонов работы с «крылатыми» Сергей Быхун ушёл в отставку.

#### Сезон 2007/2008
«Сокол» с нового сезона начал тренировать новый наставник — Василий Олейник. Команда играла в первой лиге, в зоне «Сибирь — Дальний Восток» и заняла 5-е место выйдя в игры «плей-офф». Лучшим бомбардиром у «пернатых» стал Юрий Лавренюк (18 очков), Лучшими снайперами стали Юрий Лавренюк и Сергей Шадрин (по 9 шайб). Лучшими ассистентами стали Юрий Лавренюк и Сергей Политов (по 9 передач).
Однако, уже в 1/8 финала красноярцы проиграли хабаровскому «Амуру-2» в трёх играх (3:2, 2:3, 2:4) и закончили свои выступления.

#### Сезон 2008/2009

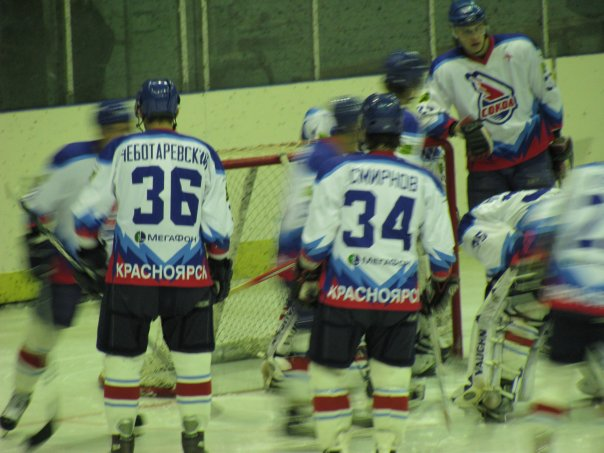
Перед матчем «Сокол» — «Алтай», 25.09.2008

26 октября 2008 от туберкулёза скончался лидер и капитан, воспитанник иркутской школы хоккея Юрий Лавренюк, ему было тридцать лет.
Команда играла в первой лиге, в зоне «Сибирь — Дальний Восток» и заняла 5-е место выйдя в игры «плей-офф». Лучшим бомбардиром в чемпионате у «пернатых» стал Евгений Макаров (34 очка), он же стал и лучшим снайпером (22 шайбы). Лучшим распасовщиком стал Сергей Чеботаревский (15 голевых передач).
В четвертьфинале красноярцы выиграли у прокопьевского «Шахтёра» (3:2, 3:2). Но в полуфинале на пути красноярцев встал междуреченский «Вымпел», который в упорной борьбе обыграл «пернатых» в четырёх играх (2:4, 4:1, 2:3, 4:5 бул.). В матчах за 3-е место «Сокол» переиграл новокузнецкий «Металлург-2» (4:4, 6:1). Таким образом, «Сокол» завоевал бронзовые медали первенства зоны «Сибирь — Дальний Восток».

#### Сезон 2009/2010

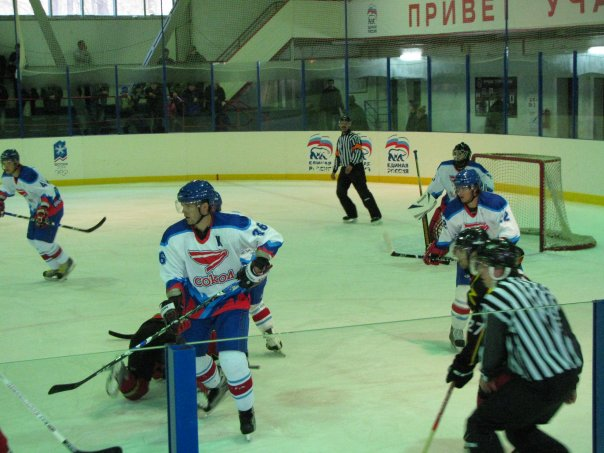
Матч «Сокол» — «Шахтёр», 03.10.2009

Перед сезоном «крылатые» впервые в своей истории сменили логотип, остававшийся неизменным тридцать два года. Традиционный значок летящего сокола сменила голова пернатой птицы и ниже надпись «Сокол». По ходу сезона из-за аварийного состояния ледового сооружения команде пришлось отказаться от выступлений в родном для себя ледовом дворце «Сокол» и на время ремонта домашней арены, проводить свои домашние игры в спортивном комплексе «Факел», который находится в посёлке Подгорном (30 км от Красноярска). В то же время активно началось строительство новой долгожданной ледовой арены Красноярска на две тысячи шестьсот мест в районе Северного жилого массива.
Команда играла в зоне «Сибирь — Дальний Восток», где заняла 4-е место и вышла в полуфинал «плей-офф». Лучшим бомбардиром в команде стал Антон Емелин с 24 очками, он же стал и лучшим снайпером с 13 шайбами. Лучшим ассистентом стал Сергей Чеботаревский с 13 передачами.
Однако в полуфинале красноярская команда проиграла уссурийскому «Приморью» в четырёх играх (1:5, 2:0, 5:6, 1:6).

#### Сезон 2010/2011
На время проведения реконструкции л/д «Сокол» команда проводила сезон в спортивном комплексе «Факел» в посёлке Подгорном. В этот период для удобства болельщиков ходил специальный автобус Красноярск — Подгорный. Перед сезоном красноярцев пополнил опытный вратарь из барнаульского «Алтая» Вячеслав Лисовец.
Команда играла в первой лиге, в зоне «Сибирь — Дальний Восток» и заняла по итогу 3-е место. Лучшим бомбардиром команды стал Иван Жданов с 39 очками. Он же стал и лучшим снайпером (22 шайбы). Лучшими ассистентами стали Егор Безруких и Валентин Копылов (18 передач).
Таким образом, благодаря тренеру Василию Олейнику «Сокол» вновь завоевал бронзовые медали первенства зоны «Сибирь — Дальний Восток». Хоть и до первого места не хватило всего 2 очков.

### В ВХЛ
31 мая 2011 года на общем собрании Высшей хоккейной лиги было принято решение допустить «Сокол» к играм в Высшей хоккейной лиге (ВХЛ). Таким образом, с сезона 2011/2012 «Сокол» выступает в ВХЛ, во второй по силе лиге страны (после КХЛ). Так как учредителем команды было правительство Красноярского края, то на свитерах «Сокола» появился герб края.

#### Сезон 2011/2012

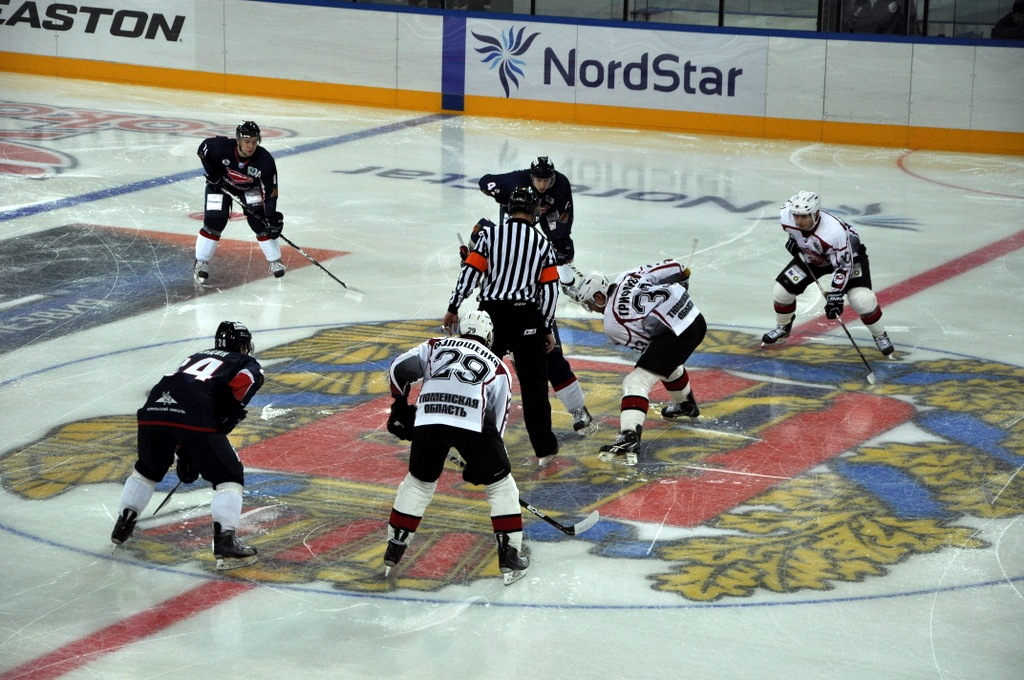
Первый матч в «Арене Север». «Сокол» — «Рубин», 20.12.2011

Команду в первом сезоне в ВХЛ принялся тренировать — Александр Глазков, а капитаном красноярцев стал опытный защитник из челябинского «Мечела» Алексей Чикалин. Начинали «пернатые» играть свои домашние игры на крытом катке «Первомайский», что открылся в Ленинском районе Красноярска. А уже в конце декабря 2011 года «Сокол» провел свои первые матчи на новой ледовой площадке, только что построенной «Арене Север», которая теперь является домашней ареной для красноярского клуба. Свой первый домашний матч на своей новой арене «пернатые» проиграли «Рубину» (2:5). В январе 2012 главный тренер красноярцев Александр Глазков был заменен на Вячеслава Долишню. В феврале 2012 года в Красноярске на Центральном стадионе была проведена «Русская классика» — матч ВХЛ на открытом воздухе, в котором встретились «Сокол» и возрождённый после трагедии ярославский «Локомотив» (2:3). В дебютном для себя сезоне в ВХЛ красноярская команда заняла 18-е место из 23 команд и не прошла в «плей-офф». Больше всех очков в команде набрал Сергей Севастьянов — 28. Лучшими снайперами в дебютном сезоне стали Даниил Ердаков и Дмитрий Пасенко — по 14 голов. Лучшим ассистентом стал Сергей Севастьянов — 21 голевая передача. Самыми ценными игроками команды стали — Павел Курдюков, Алексей Орлов, Дмитрий Корнеев (у всех коэффициент полезности +2).

#### Сезон 2012/2013
С нового сезона главным тренером «Сокола» стал словацкий тренер Душан Грегор (первый иностранный тренер в истории клуба). Тренировать вратарей призвали чемпиона мира, лучшего вратаря МХЛ 1992/1993, чемпиона мира 1993 года Андрея Зуева. Состав «Сокола» тоже претерпел изменения. Команда пополнилась известными красноярскими хоккеистами. В Красноярск вернулись Максим Галанов (бывший игрок НХЛ стал капитаном команды) и Евгений Исаков. В период локаута-2012 в НХЛ воспитанник красноярского хоккея Александр Сёмин (двукратный чемпион мира в составе сборной России (2008, 2012) и в 2006—2012 гг. игрок «Вашингтон Кэпиталз») провёл 4 матча за «Сокол» (в которых забросил 2 шайбы и сделал 2 результативные передачи). Однако, несмотря на помощь таких игроков, сезон красноярская команда закончила лишь на 24-м месте из 27 и вновь, как и в прошлом сезоне, не попала в плей-офф. Лучшим бомбардиром стал Вячеслав Каравдин — 29. Лучшими снайперами стали Вячеслав Каравдин и Дмитрий Пасенко (по 14 голов). Лучшим ассистентом стал Максим Первухин — 16 передач. Самым ценным игроком у «пернатых» стал Евгений Исаков (+4).

#### Сезон 2013/2014
Команду в новом сезоне стал тренировать отечественный специалист — Андрей Мартемьянов, а 4 июня 2013 года генеральным менеджером клуба стал завершивший игровую карьеру Максим Галанов. Сезон команда закончила на 16-м месте из 26 команд и впервые в своей истории попала в «плей-офф» кубка Братина. Лучшим бомбардиром, снайпером и одновременно ассистентом стал Даниил Ердаков — 27 очков (13 голов + 14 передач). Самым ценным игроком стал Александр Репьях (+11).
Однако, уже в первом раунде «плей-офф» — 1/8 финала красноярцы были разбиты в четырёх играх победителем чемпионата — нефтекамским «Торосом» (0:4, 2:3, 0:2, 1:4).

#### Сезон 2014/2015
Перед началом сезона «Сокол» подписал соглашение с омским «Авангардом» (КХЛ) о сотрудничестве, по которому из «Авангарда» в состав «пернатых» смогут входить до 10 человек. Капитаном на новый сезон был выбран защитник Артём Носов. Болельщики надеялись на попадание в плей-офф и в новом сезоне, однако, следующий сезон у «крылатых» получился одним из худших. Команда закончила чемпионат на 22-м месте из 24 и осталась далеко за бортом плей-офф. Лучшим бомбардиром стал Максим Казаков (22 очка). Он же стал и лучшим снайпером с 14 шайбами. Лучшие ассистенты сезона — Максим Коробов и Андрей Кручинин (по 14 голевых передач). Самым ценным игроком команды стал Илья Серёгин (+8).

#### Сезон 2015/2016

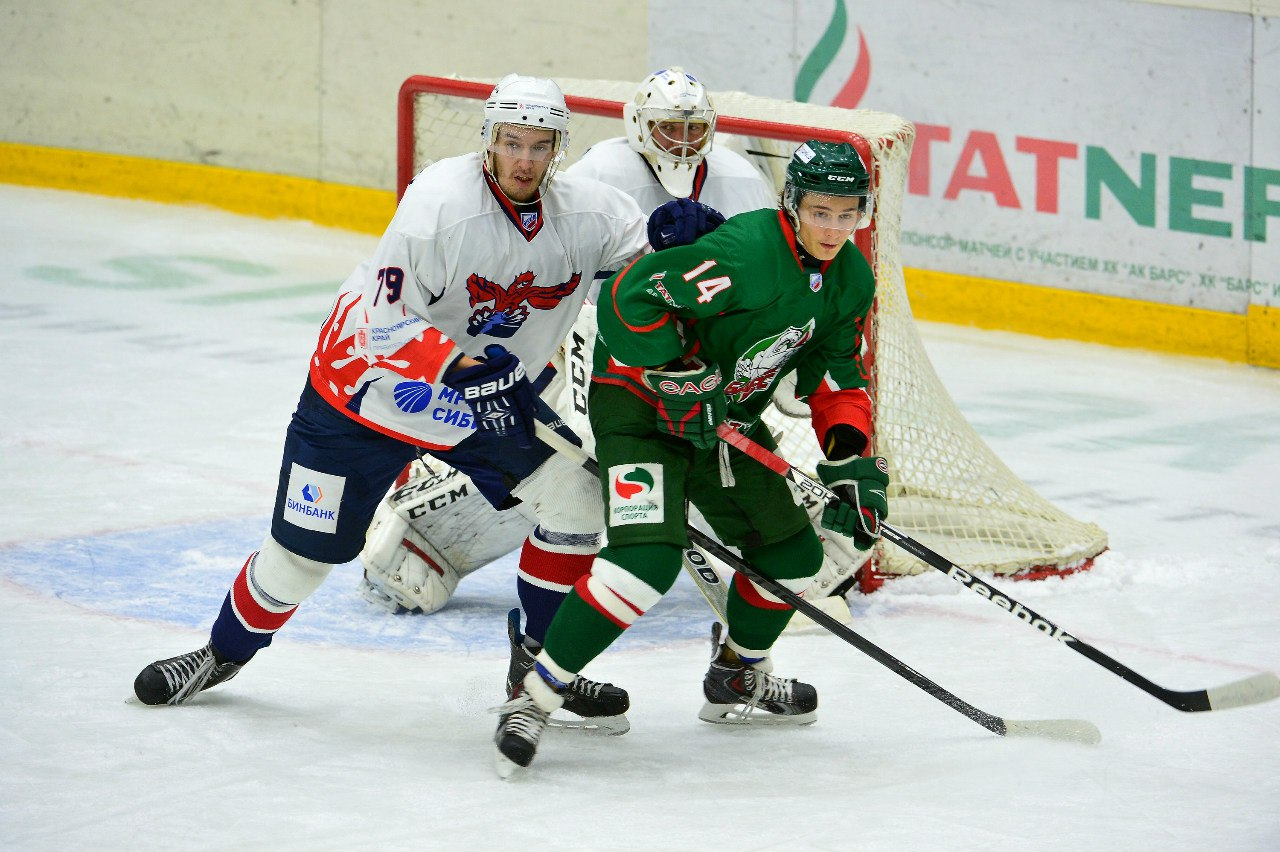
Матч «Барс» — «Сокол», 07.09.2015

Накануне сезона новое руководство клуба в лице генерального директора Сергея Рабцуна представило новый логотип команды: традиционную пернатую голову заменили на изображение агрессивной птицы, которая острыми когтями разрывает шайбу. Также, перед началом сезона главным тренером стал украинский специалист Александр Годынюк, однако, из-за неудовлетворительного выступления команды в домашней серии игр с командами «Звезда» и «Буран», уже с ноября 2015 обязанности главного тренера стал исполнять его помощник Игорь Чибирев. По итогам регулярного чемпионата 2015/16 «Сокол» занял 18-е место из 26 команд и вновь не пробился в «плей-офф». Больше всех очков в сезоне у «крылатых» набрал Иван Гавриленко (25 очков). Лидерами по забитым шайбам стали Андрей Максимов и Сергей Барбашев (по 10 шайб). Лучшим ассистентом стал Иван Гавриленко с 16 голевыми передачами. Самым ценным игроком сезона в команде стал Максим Тополь (+5).

#### Сезон 2016/2017

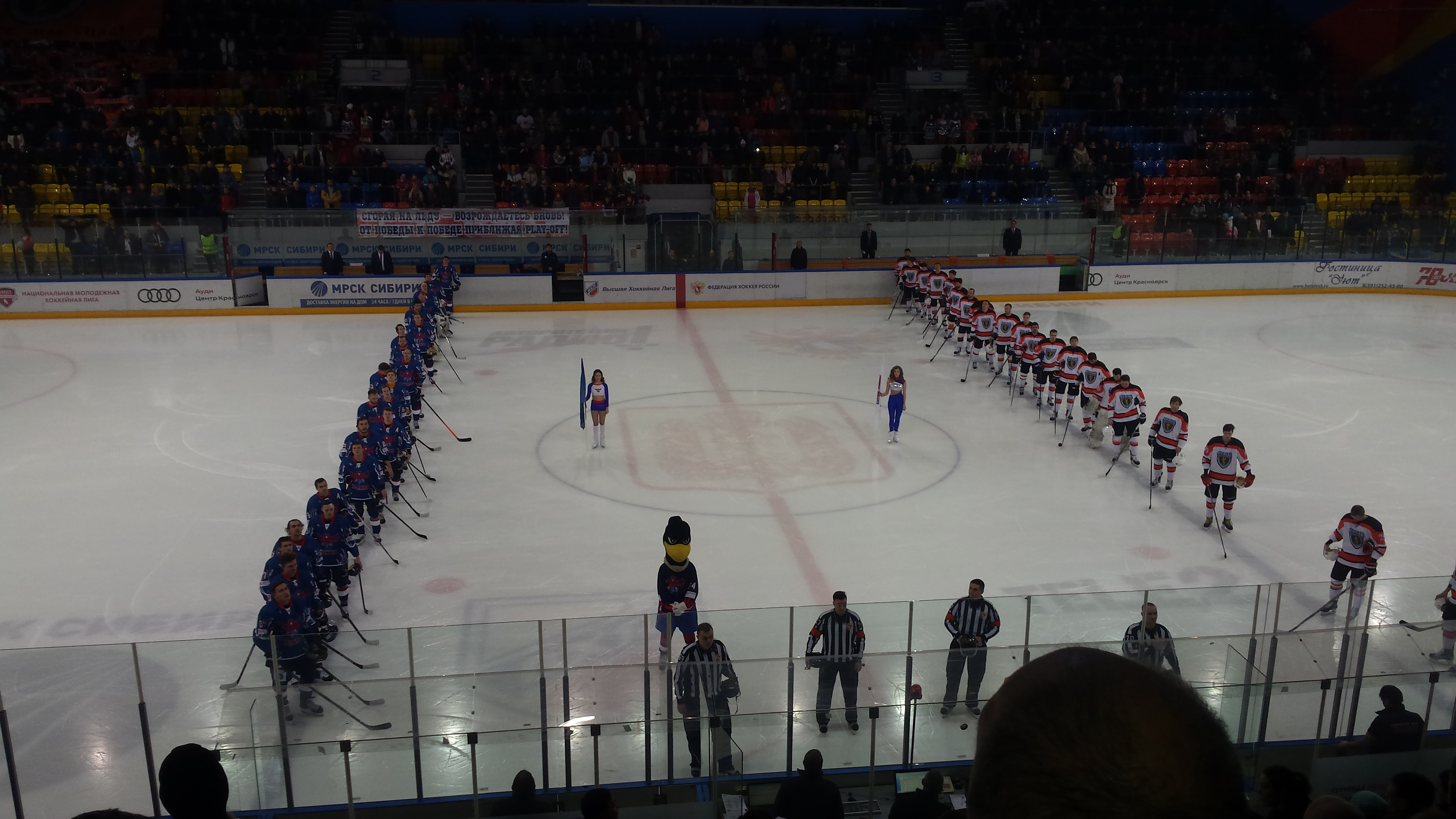
Перед матчем «Сокол» — «Ермак», 28.01.2017

Перед началом сезона новым главным тренером «Сокола» был назначен Александр Титов, а новым капитаном команды стал пришедший из «Бурана» легендарный Анатолий Степанов. В июне 2016 было подписано соглашение с «Амуром» из КХЛ, что красноярский клуб в новом сезоне станет клубом-партнёром хабаровчан. В соответствии с договором о спортивном сотрудничестве, «Амур» сможет в течение сезона направлять своих игроков в расположение «Сокола». Сезон 2016/17 «пернатые» начали неплохо, поначалу идя в тройке лидеров, но после новогодних праздников раздарили много очков соперникам и закончили регулярный чемпионат на 9-м месте из 26 команд выйдя в «плей-офф» кубка Братина. Лучшим бомбардиром, а также, и одновременно и лучшим снайпером, и лучшим ассистентом у «пернатых» по итогам чемпионата 2016/17 стал Антон Гловацкий набравший 36 очков (9 голов + 27 передач), он же стал и самым ценным игроком команды (полезность +8).
В феврале 2017 четыре игрока «Сокола» (Илья Андрюхов, Андрей Щербов, Станислав Заборников и Дмитрий Кириллов) стали золотыми медалистами в составе сборной России на Универсиаде-2017 в Алма-Ате.
В 1/8 финала «плей-офф» в упорнейшей серии матчей из 7 встреч «пернатые» уступили курганскому «Зауралью» (0:3, 2:1от, 3:0, 1:2, 2:3от, 3:2от, 0:2).

#### Сезон 2017/2018

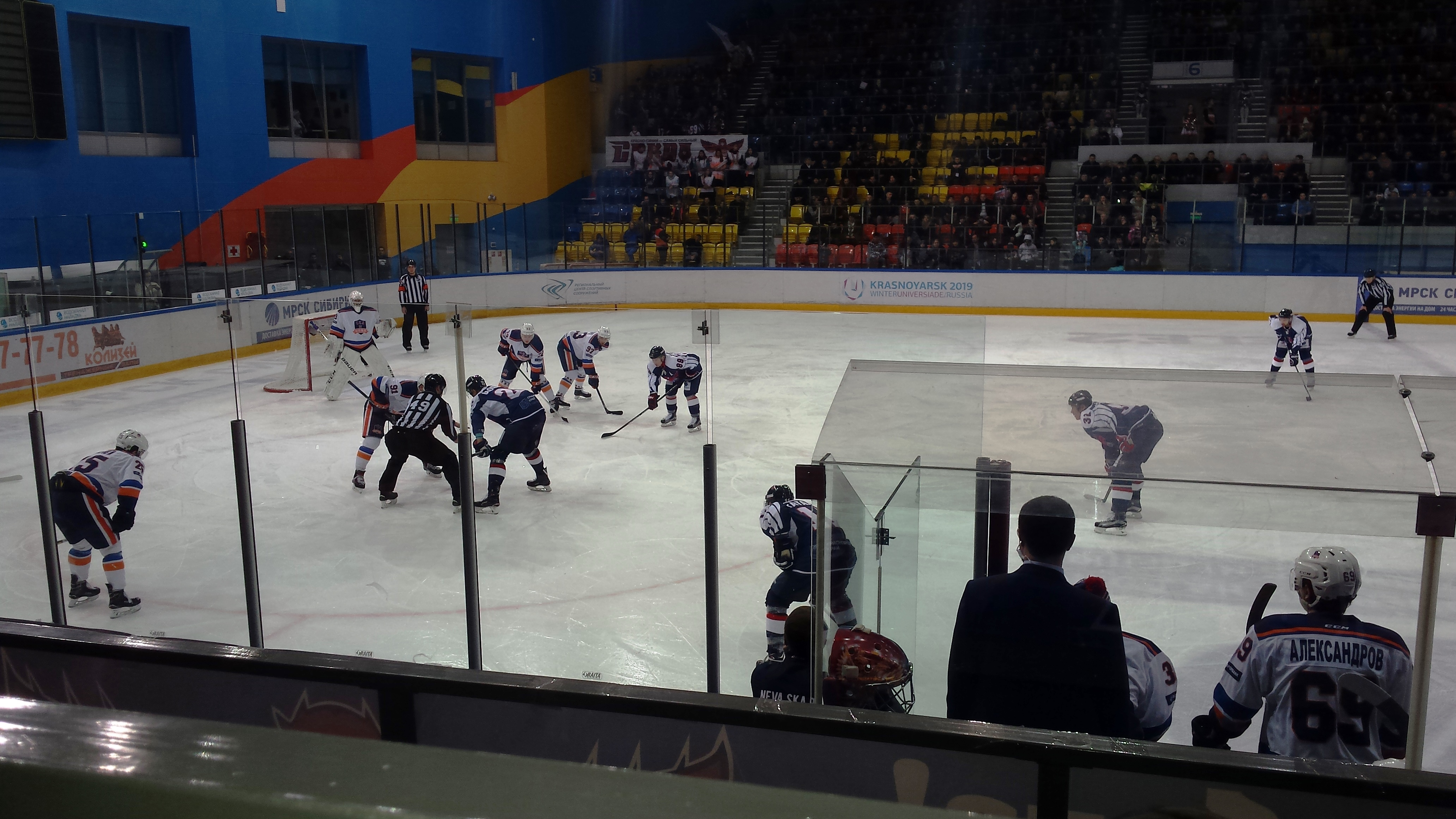
Матч между «Соколом» и «СКА-Невой», 01.12.2017

В новом сезоне на тренерском мостике остался Александр Титов. После ухода на тренерскую работу Анатолия Степанова (стал тренером по физподготовке красноряцев), новым капитаном «Сокола» стал Никита Бондарев. Команду также усилил не нашедший в КХЛ места Александр Сёмин, который уже играл за «Сокол» в сезоне 2012/2013 (4 игры). Также, перед этим сезоном команда продлила договор о сотрудничестве с «Амуром» ещё на один сезон. С ноября 2017, после ухода Никиты Бондарева в «Буран», новым капитаном «пернатых» стал Станислав Заборников. В начале декабря «Сокол» расторг контракт с Сёминым, так как красноярец уехал за океан забирать супругу с новорожденным сыном. Однако, Александр вернулся уже в январе 2018 и продолжил выступать за «Сокол». В целом «крылатые» отлично шли в чемпионате, идя порой в пятёрке лидеров. Однако, после нового года произошёл спад в игре красноярцев, и «крылатые» заняли 8-е место в чемпионате выйдя в «плей-офф». Лучшим бомбардиром, а также, и одновременно и лучшим снайпером у «пернатых» по итогам чемпионата 2017/18 стал Вячеслав Андрющенко набравший 44 очка (25 голов + 19 передач), он же стал и самым ценным игроком команды вместе с Алексеем Кожевниковым (у обоих полезность +16). Вячеслав Андрющенко c 25 забитыми шайбами стал лучшим снайпером чемпионата ВХЛ сезона 2017/18 (вместе с Александром Шевченко из «Динамо» Санкт-Петербург). Лучшим ассистентом красноярцев стал Артурс Озолиньш — 21 голевая передача.
В 1/8 финала «Сокол» выиграл у «Сарова» серию со счётом 4:1 (1:0 ОТ, 4:3, 3:2 ОТ, 1:6, 4:1) и впервые в своей истории вышли в 1/4 финала ВХЛ. Однако в 1/4 подопечные Титова уступили «Нефтянику» из Альметьевска в четырёх встречах (1:2от, 1:4, 1:2, 3:4 ОТ).

#### Сезон 2018/2019

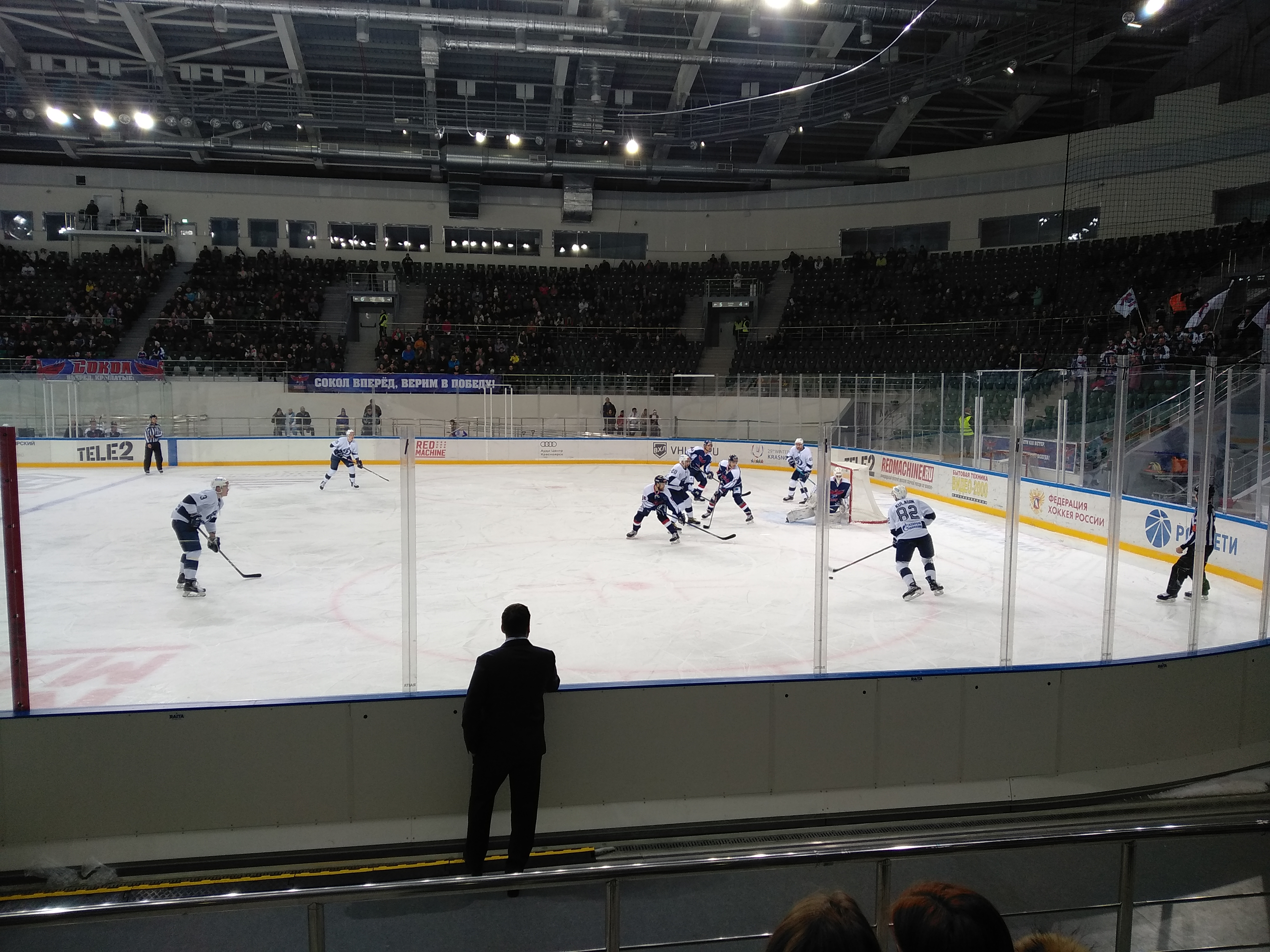
Матч между «Соколом» и питерским «Динамо», 20.11.2018

Новый сезон красноярская команда начала на новой, только что построенной к Зимней Универсиаде-2019 «Платинум арене» на 7 тысяч мест. Было объявлено, что «Сокол» станет базовой командой для сборной России на предстоящей Универсиаде. Так как большинство сильных игроков ушли в другие клубы (Сёмин в «Витязь», Гловацкий в «Металлург», Андрющенко в «Ладу», Заборников в «Югру»), то новым капитаном команды стал играющий второй сезон за «пернатых» Дмитрий Цыганов. Главным тренером команды остался на третий сезон подряд Александр Титов. Также, третий сезон подряд «Амур» является клубом-партнёром красноярцев. В течение сезона красноярцы помимо своей основной «Платинум арены» проводили домашние матчи также и на новенькой, специально построенной к Универсиаде 3,5 тысячной «Кристалл арене». По окончании сезона «пернатые» заняли 12-е место в чемпионате (с этого сезона официальное название — Кубок Шёлкового пути) и вышли в «плей-офф» Кубка Петрова. Лучшим бомбардиром у красноярцев по итогам чемпионата 2018/19 стал капитан Дмитрий Цыганов, набравший 24 очка (8 голов + 16 голевых передач), он же стал и лучшим ассистентом у «соколов». Лучшим снайпером стал Максим Мальцев с 12 голами в сезоне. Самым ценным игроком красноярской дружины стал Вячеслав Шевченко (полезность +15). В марте 2019 золотыми призёрами Зимней Универсиады-2019 в Красноярске стали также и пять игроков «Сокола»: Евгений Кисилёв, Иван Крылов, Максим Мальцев, Владислав Мисников и Вячеслав Шевченко.
В 1/8 финала Кубка Петрова красноярцы встретились с «Ладой» и победили тольяттинцев в серии до трёх побед (0:2, 4:1, 3:2, 4:3от) выйдя в следующий раунд. Примечательно, что всю серию с «Ладой» «Сокол» проводил на льду «Лада-Арена», так как все арены Красноярска были заняты под зимнюю Универсиаду-2019. В четвертьфинале Кубка Петрова «крылатые» встретились с победителем Кубка Шёлкового пути «СКА-Нева» и проиграли в пяти матчах (0:2, 0:1, 1:4, 2:1от, 0:3).
По результатам голосования болельщиков определены лучшие игроки «Сокола» в сезоне 2018/2019:
- Лучший вратарь — Андрей Литвинов,
- Лучший защитник — Михаил Чурляев,
- Лучший нападающий — Григорий Мищенко,
- Самый ценный игрок — Дмитрий Цыганов.

#### Сезон 2019/2020

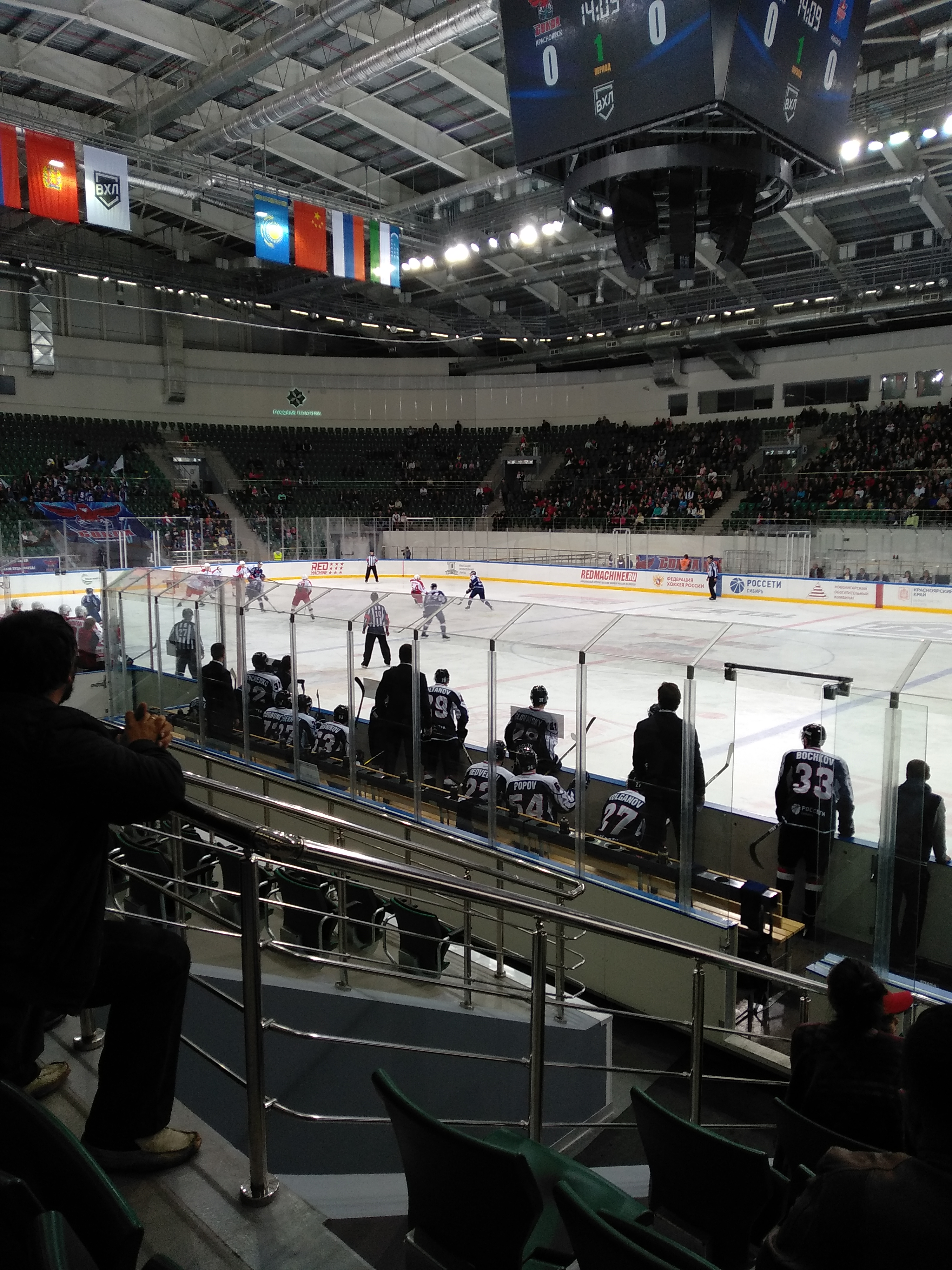
Скамейка «Сокола» в матче с «Ижсталью», 22.09.2019

Сразу же после окончания сезона 2018/2019 стало известно, что новым главным тренером красноярцев станет Владислав Хромых сменивший Александра Титова, который ушёл в Ладу. В команду вернулся из «Металлурга» один из лидеров «крылатых» прошлых лет — Антон Гловацкий. Всё так же «Амур» является клубом-партнёром красноярцев и в этом сезоне. Команда вновь как и в прошлом сезоне использует для игры два льда — «Платинум» и Кристалл-арену. Сезон команда начала с 3 побед в 5 матчах. А на новогодние каникулы красноярцы отправились на 7-м месте в своей конференции.
По окончании Регулярного чемпионата красноярская команда заняла 4-е место в своей конференции, показав симпатичный хоккей и опередив такие сильные коллективы, как «Сарыарка» и «Нефтяник». Лучшим бомбардиром, а также и снайпером у красноярцев по итогам чемпионата 2019/20 стал Алексей Князев, набравший 40 очков (26 голов + 14 голевых передач), и который переписал рекорд клуба в 25 шайб принадлежавший Вячеславу Андрющенко. Лучшим ассистентом команды стал капитан красноярцев Дмитрий Цыганов с 25-ю передачами. Самым ценным игроком красноярской дружины стал Антон Гловацкий с полезностью +19.
В 1/8 финала Кубка Петрова «соколы» встретились с казанским «Барсом» и к сожалению проиграли в шести матчах (1:3, 1:2, 3:1, 2:1, 2:3от, 2:4). Хотя казалось, что серия была спасена с 0-2 до 2-2.

#### Сезон 2020/2021
В конце августа должность генерального директора команды покинул Сергей Рабцун, а на его место пришёл Денис Луговик, который уже был гендиректором команды в 2010—2015 гг. Несмотря на уход из команды в межсезонье нескольких игроков капитаном красноярцев остался Дмитрий Цыганов. Команда начала сезон с двух побед и трёх поражений. Однако, уже в сентябре из-за обнаружения среди игроков и тренеров команды вируса COVID-19 «Сокол» в полном составе ушёл на карантин. После выхода из карантина в октябре команда потерпела 9 поражений подряд и скатилась в низ турнирной таблицы, а уже 13 ноября 2020 года было объявлено, что Владислав Хромых покидает пост главного тренера команды по семейным обстоятельствам.
По окончании регулярного чемпионата красноярская команда, ведомая и. о. главного тренера Андреем Никишовым, заняла 19-е место, так и не попав в плей-офф, что произошло впервые для команды с 2016 года.
Лучшим бомбардиром у красноярцев по итогам чемпионата 2020/21 стал капитан «крылатых» Дмитрий Цыганов, набравший 33 очка (10 голов + 23 голевых передач). Лучшим снайпером регулярки стал Алексей Князев, забросивший 13 шайб. Лучшим ассистентом команды стал Дмитрий Цыганов с 23 передачами. Самым ценным игроком «Сокола» в чемпионате стал Егор Пучков с полезностью +5.

#### Сезон 2021/2022
Десятилетие игры в ВХЛ красноярская команда встретила с новым главным тренером, в межсезонье новым наставником «крылатых» стал 46-летний российский специалист Павел Десятков. Команда сменила логотип клуба, а также одела новую голубую форму, которая пришлась по душе болельщикам команды. На новых джерси команды разместился логотип «10-лет в ВХЛ» и «75 лет Отечественному хоккею».
В самом же чемпионате сибиряки были в числе крепких середняков и заняли неплохое 11-е место в турнирной таблице, достаточно уверенно войдя в плей-офф.
Лучшим бомбардиром команды стал многолетний нападающий команды Алексей Князев, набравший 38 очков (19 голов + 19 передач), он же стал и лучшим снайпером «соколов» с девятнадцатью забитыми шайбами. Наибольшее количество передач в чемпионате сделал капитан и защитник «крылатых» Дмитрий Цыганов — 24 голевые передачи. Наибольшую полезность в команде показал нападающий Павел Синявский, его полезность составила +18.
В 1/8 плей-офф Кубка Петрова красноярский «Сокол» попал на воскресенский «Химик» и уступил в пяти встречах (2:3, 5:1, 1:4, 4:5от, 1:3).
Лучшим бомбардиром команды в плей-офф стал нападающий Владимир Коротков, набравший 6 очков (4 гола + 2 передачи), он же стал и лучшим снайпером красноярцев. Наибольшее количество голевых передач в плей-офф (по 3) сделали Дмитрий Цыганов и Никита Михайлов. Лучшую полезность в плей-офф показал нападающий Сергей Лапин, его полезность составила +3.

## Капитаны команды
- 2003—2007  Александр Ведерников
- 2007—2008  Юрий Лавренюк
- 2008—2010  Сергей Чеботаревский
- 2010—2011  Валентин Копылов
- 2011—2012  Алексей Чикалин
- 2012—2013  Максим Галанов
- 2013  Дмитрий Дударев
- 2013—2014 / Алексей Коледаев
- 2014—2015  Артём Носов
- 2015—2016  Андрей Шепеленко
- 2016—2017  Анатолий Степанов
- 2017  Никита Бондарев
- 2017—2018  Станислав Заборников
- 2018—2022  Дмитрий Цыганов
- 2022—2023  Константин Майоров
- 2023-2024  Алексей Князев
- 2024-2025  Алексей Волгин

## Главные тренеры команды
- Сизихин Валерий (1973—1975)
- Овчинников М. (1975—1976)
- Колчин Владимир (1976—1977)
- Кокорин Геннадий Яковлевич (1977—1985)
- Грушицын Сергей Лидерович (1985—1986)
- Шабанов Сергей Иванович (1986—1988)
- / Грушицын Сергей Лидерович (1988—1996)
- Кудряшов Владимир Андреевич (1996—1998)
- Быхун Сергей Васильевич (2003 — 17 сентября 2007)
- Олейник Василий Павлович (18 сентября 2007 — 15 мая 2011)
- Глазков Александр Степанович (15 мая 2011 — 24 января 2012)
- Долишня Вячеслав Валентинович (24 января 2012 — 14 июля 2012)
- Грегор Душан (14 июля 2012 — 22 марта 2013)
- Мартемьянов Андрей Алексеевич (22 марта 2013 — 18 марта 2015)
- Годынюк Александр Олегович (7 мая 2015 — 23 ноября 2015)
- Чибирев Игорь Викторович (23 ноября 2015 — 30 апреля 2016, и. о.)
- Титов Александр Николаевич (1 мая 2016 — 4 апреля 2019)
- Хромых Владислав Анатольевич (5 апреля 2019 — 12 ноября 2020)
- Никишов Андрей Вячеславович (13 ноября 2020 — 7 мая 2021, и. о.)
- Десятков Павел Николаевич (с 8 мая 2021 — 2 мая 2023)
- Нестеров Александр Геннадьевич (с июня 2023 — 17 января 2024)
- Галанов, Максим Николаевич (с 17 января 2024, и. о., с 2024/25)

## Достижения
- Турнир «Осень-2010» (1): 2010
- Турнир посвящённый Дню города Орска (1): 2011
- Турнир Красноярск (юноши 2003 г.р.) (1): 2013
- Предсезонный турнир по хоккею в честь Дня знаний (юноши 2003 г.р.) (1): 2013
- Кубок губернатора Тверской области (1): 2015
- Турнир памяти Н. В. Парышева (1): 2012
- Турнир посвященный Дню образования Тюменской области (1): 2019
- Кубок Губернатора Оренбургской области (1): 2021
- Турнир памяти Н. В. Парышева (1): 2012
- Турнир «Апрельская капель» (юноши 2002 г.р.) (1): 2013
- Кубок Владислава Третьяка среди клубных команд (1): 2010
- Турнир «Вектор 2019» (юноши 2003 г.р.) (1): 2014
- Турнир Бердск (юноши 1999 г.р.): 1999
- Рубиновый Кубок (1): 2014
- Турнир памяти В. С. Тарасова (1): 2014
- Мемориал заслуженного тренера России Валерия Шилова (1): 2017
- Турнир на призы Министерства спорта Красноярского края памяти Валерия Харламова (1): 2018

Вторая лига
- Золотой призёр первенства РСФСР Второй лиги зоны «Сибирь» сезона 1973/1974
- Золотой призёр первенства СССР второй лиги четвёртой зоны сезона 1976/1977
- Бронзовый призёр первенства СССР второй лиги зоны «Восток» сезона 1979/1980
- Серебряный призёр первенства СССР второй лиги зоны «Восток» сезона 1980/1981
- Бронзовый призёр первенства СССР второй лиги пятой и шестой зоны сезона 1986/1987
- Серебряный призёр первенства СССР второй лиги зоны «Восток» сезона 1991/1992

Первая лига
- Бронзовый призёр чемпионата России первой лиги зоны «Сибирь — Дальний Восток» сезона 2008/2009
- Бронзовый призёр чемпионата России первой лиги зоны «Сибирь — Дальний Восток» сезона 2010/2011

Во Всероссийской хоккейной лиге
- Серебряный призёр ВХЛ сезона 2022/2023

## Баннеры с номерами игроков

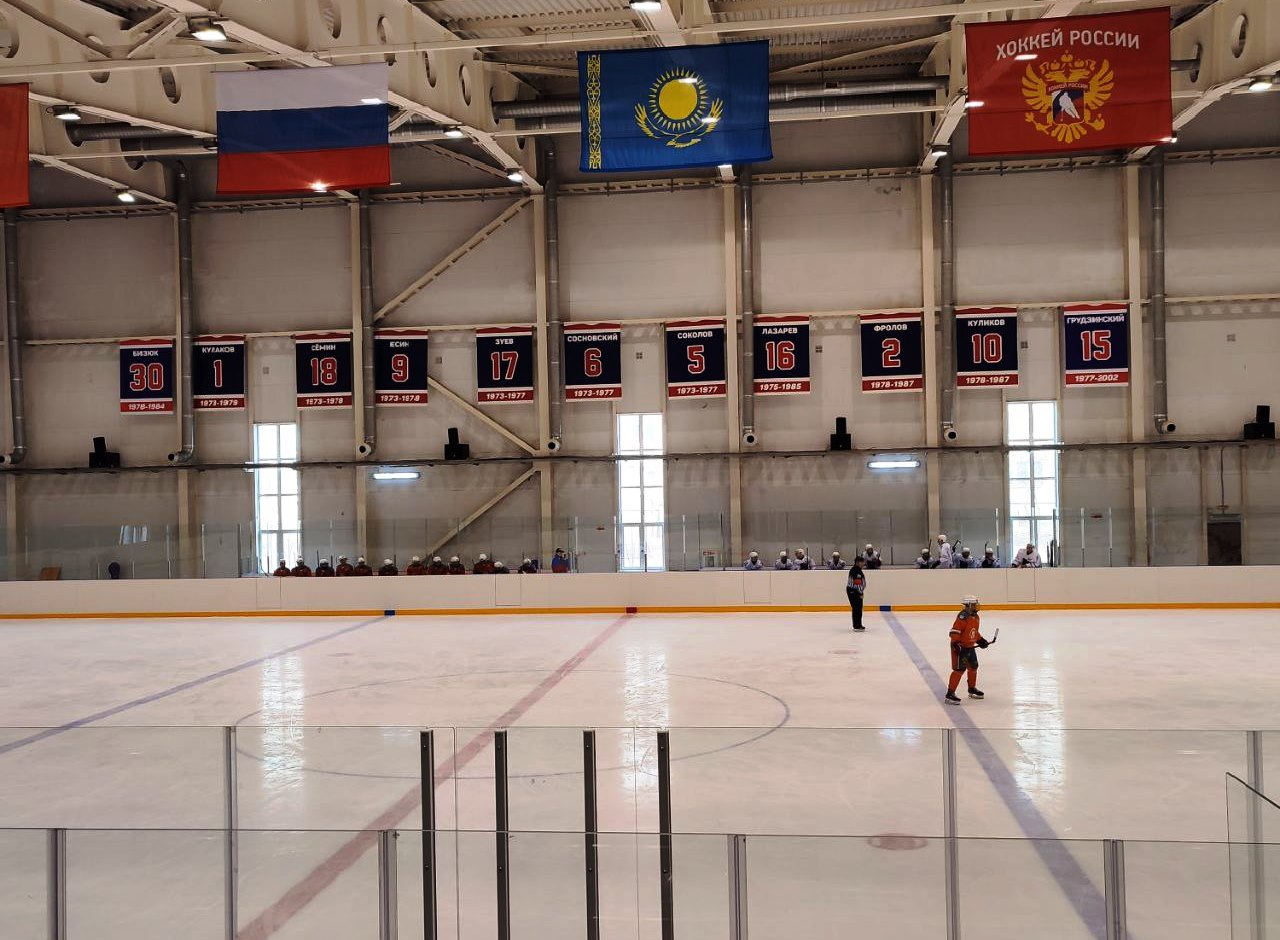
Свитера с номерами лучших игроков «Сокола»

В команде пока нет неиспользуемых номеров, однако в Ледовом дворце «Сокол», где ранее выступала красноярская команда (до 2011), и где ныне проводит свои занятия ДЮСШ «Сокол», висят баннеры с номерами игроков «Сокола».
- 1 — Александр Кулаков (1973—1979)
- 2 — Сергей Фролов (1978—1977)
- 5 — Соколов (1973—1977)
- 6 — Валерий Сосновский (1973—1977)
- 7 — Геннадий Самосенко (1982—1884)
- 9 — Валерий Есин (1973—1978)
- 10 — Михаил Куликов (1978—1987)
- 15 — Сергей Грудзинский (1977—2002)
- 16 — Владимир Лазарев (1975—1985)
- 17 — Александр Зуев (1973—1977)
- 18 — Валерий Сёмин (1973—1978)
- 30 — Михаил Бизюк (1978—1984)

## Домашние арены
- 1977—1997, 2003—2009 — Ледовый дворец «Сокол»;
- 2009—2011 — Дворец спорта «Факел»;
- 2011 — Крытый каток «Первомайский»;
- 2011—2018 — «Арена-Север»;
- с 2018 «Платинум Арена» (как основная арена) и «Кристалл Арена» (как запасная арена);

## Гимн команды
Неофициальным гимном команды является песня группы «Алиса», в исполнении Константина Кинчева — «Небо славян» (из альбома 2003 г. «Сейчас позднее, чем ты думаешь»). Песня звучит на домашних матчах.

## Маскоты команды

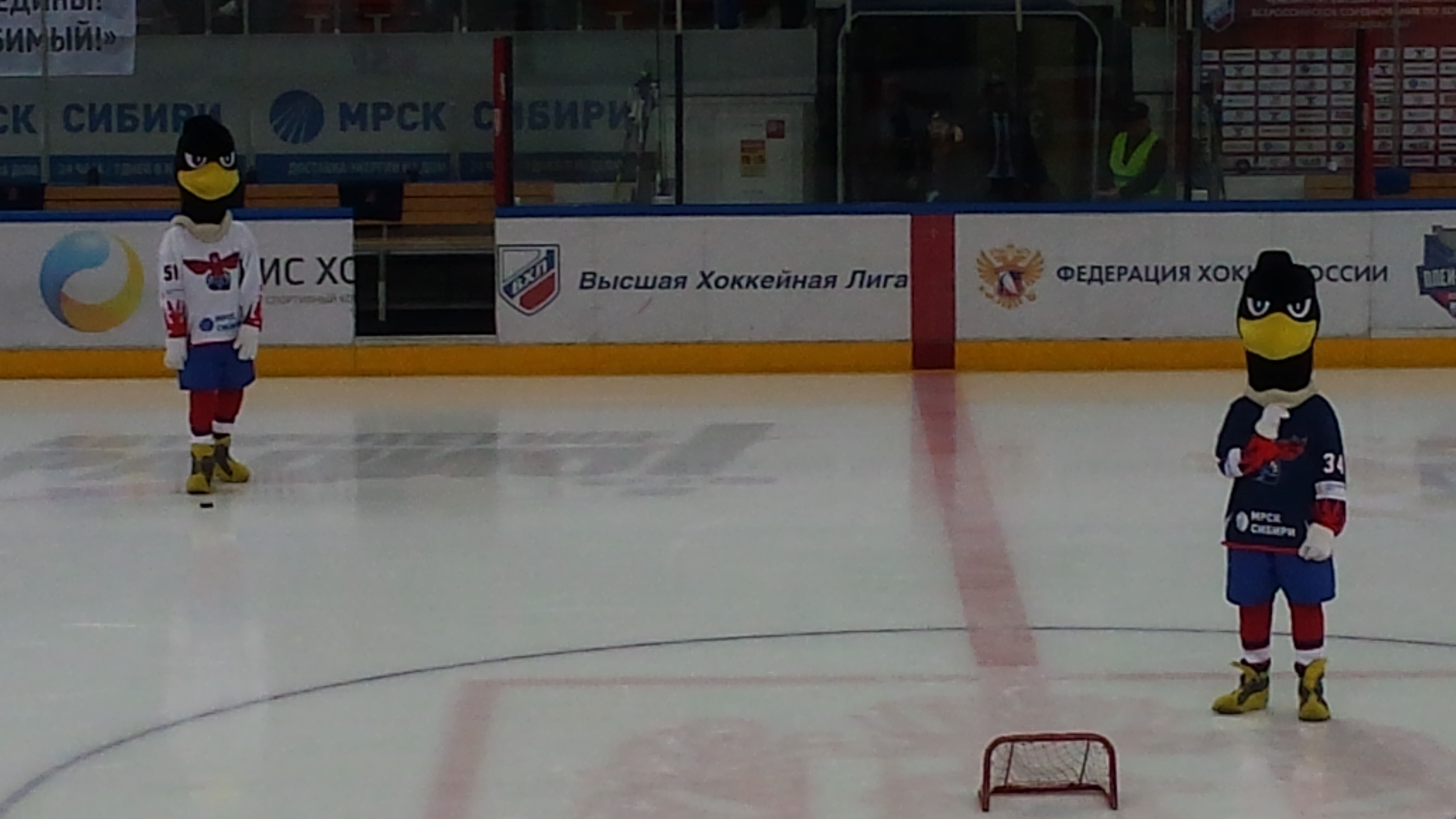
Талисманы ХК «Сокол» — Сёма (слева) и Сокоша (справа)

У красноярской хоккейной команды «Сокол» два маскота — это соколята Сёма и Сокоша. После того, как команда стала играть в ВХЛ, было решено провести конкурс среди болельщиков на имена талисманов-соколят. Конкурс на лучшие имена для талисманов команды был проведён в два этапа. С 4 января по 5 февраля 2012 любой желающий мог отправить на электронную почту или на форум команды свои придуманные имена. Затем, на официальном сайте команды было проведено онлайн-голосование болельщиков, предлагалось выбрать имена из пяти наиболее часто присылаемых и предлагаемых имён. Наибольшее количество голосов получили имена — Сокоша и Сёма (в честь Александра Сёмина).

## Молодёжная команда

### ДЮСШ «Сокол»
При взрослой команде «Сокол» существует детско-юношеская спортивная школа «Сокол», в которой тренируются дети (от 5 лет) преимущественно до 18 лет. Тренировки проводятся в л/д «Сокол». С 2011 года лучшие воспитанники школы попадают в молодёжную команду «Красноярские рыси». Отсутствие в Красноярске хорошей детской хоккейной школы отразилось и на команде, сильнейшие воспитанники клуба в 1990-х и 2000-х гг. в поисках лучшей доли постоянно уезжали в другие города, так и не заиграв во взрослой команде. Лишь под закат своей карьеры (Максим Галанов), либо в период локаута (Александр Сёмин) бывшие воспитанники красноярской школы приезжали поиграть за красноярцев.
Воспитанники ДЮСШ «Сокол», задрафтованные клубами НХЛ
- Максим Галанов (защитник, 1993, № 61, Нью-Йорк Рейнджерс)
- Александр Сёмин (нападающий, 2002, № 13, Вашингтон Кэпиталз)
- Евгений Исаков (нападающий, 2003, № 161, Питтсбург Пингвинз)